# Јожеф Јесмаш
Јожеф Јесмаш (Јешмаш) (мађ. Jeszmás József (Jesmas), Беч, 8. фебруар 1897 — Будимпешта, 14. мај 1934), био је мађарски фудбалер и репрезентативац Мађарске.

## Породица
Јесмас је рођен као ванбрачно дете Каролине. Дана 20. јануара 1919. у Терезварошу, у Будимпешти, оженио се Каталин Шомођи, од које се развео 1932. године. 9. априла 1933. оженио се у Будимпешти 11 година млађом Ержебет Шијен.

## Каријера

### Клубови
Фудбал је почео да игра у Дунакесину пре Првог светског рата. У сезони 1919/20 играо је једну годину у Кишпешту, а затим је био фудбалер Ујпешта МТЕ. Између 1921. и 1923. био је играч ДФЦ Праха у Чехословачкој (Deutscher Fußball-Club Prag) Клуб је основала група немачких Јевреја у Прагу 25. маја 1896. Одатле је потписао уговор са тимом Ујпешт ТЕ, када су у сезони 1923/24. били трећи на табели а он је освојио титулу најбољег стрелца првенства са 15 голова. У сезони 1925/26. играо је у италијанском тиму Кремонезе. У Ујпешт се вратио 1926. године, а у Кишпешт 1927. године. Када је играш за Вашаш 1928. године, као играч, је добио озбиљну инфекцију после операције колена и морао је да се повуче из фудбала. Затим се запослио као фудбалски тренер у Чепелу.

### Репрезентација
Између 1923. и 1927. године наступио је у репрезентацији 4 пута, све пријатељске утакмице, и постигао је један гол.

## Достигнућа
- Мађарско првенство
  - 2.: сезони 1919/20.. сезони 1926/27.
  - 3.: сезони 1923/24.
  - голгетер првенства: сезони 1923/24. (15. голова)
- Мађарски куп
  - финалиста: 1927.